# Louis de Sancerre
Louis de Sancerre, signore di Boisgibault, Bommiers, Condé, Charenton, Charpignon, Luzy, Menetou-Salon e Sagonne (1341 o 1342 – Parigi, 6 febbraio 1402), è stato un militare francese, connestabile e maresciallo di Francia.
Secondo figlio del conte Louis II de Sancerre e di Béatrix de Roucy, rimase presto orfano del padre, morto alla battaglia di Crécy nel 1346, e venne allevato, per ordine del re Filippo di Valois, con i figli del duca di Normandia.

## Biografia
Il 18 giugno 1359 si trovò all'assedio di Melun, col Delfino (futuro Carlo V), ed attirò col proprio ardimento l'attenzione del connestabile du Guesclin, diventandone da quel momento amico. Fece le prime esperienze d'armi a fianco dei fratelli Jean e Robert nella vittoriosa difesa della città di Sancerre, attaccata da una compagnia comandata dall'inglese Jean Aymery.

### Maresciallo di Francia

Tappe della riconquista francese dei territori ceduti col trattato di Brétigny.

Louis fu al fianco di du Guesclin ed Olivier V de Clisson nella riconquista della Guienna. Rese grandi servizi al re Carlo V che lo nominò maresciallo di Francia il 20 giugno 1368 per proteggere Parigi minacciata dalle Compagnie guascone ed inglesi; subito dopo lo mise a capo dell'armata di Guienna. Da allora divenne noto col nome di maréchal de Sancerre.
Nel 1369 costrinse il conte di Pembroke a ritirarsi con i suoi uomini da un villaggio del Poitou chiamato Puyrenon.
Per contrastare l'avanzata di Robert Knolles, du Guesclin e Sancerre radunarono ciascuno un'armata (a Caen ed a Vendôme). Il 4 dicembre 1370, all'alba, du Guesclin attaccò di sorpresa gli inglesi (da 600 a 1200 uomini) sul fiume Loir. Sancerre si trovava ad alcune ore di marcia da là: quando seppe della vittoria di Pontvallain, si diresse a sud incontro alle truppe del barone FitzWalter, che si ritirarono su Vaas. FitzWalter non ebbe il tempo di disporre i suoi sulla difensiva, e venne sonoramente sconfitto; Guesclin arrivò alla fine, per completare la vittoria.
Louis de Sancerre passò il 5 settembre 1371 a Tours, con 21 cavalieri e 58 scudieri per dare battaglia in Poitou. Combatté nel 1372 contro gli inglesi in Limosino, Guienna, Linguadoca, e riconquistò Sainte-Sévère; il 24 aprile giunse a Limoges, città caduta in mano al Principe Nero dopo un breve assedio il 19 settembre 1370. Alle porte della città ricevette gli omaggi di consoli e borghesi, ed ordinò tanto agli uni che agli altri, e alla popolazione tutta, di sottomettersi all'autorità reale; ricevuto il giuramento entrò in Limoges con le sue truppe.
Nel 1375 conquistò Cognac, Saint-Sauveur-le-Vicomte e combatté le Grandi Compagnie e i signori alverniati che si davano al brigantaggio. Il 5 dicembre 1376, in una lettera indirizzata al siniscalco d'Angoulême, ordinò un'imposizione straordinaria per finanziare le operazioni volte alla cacciata completa dei nemici inglesi. In luglio ed agosto 1377, durante una nuova campagna militare in Guienna, il Duca d'Angiò e Sancerre riconquistarono 134 tra città e fortezze: a fine luglio oltre duemila uomini si radunarono a Poitiers, partirono il 1º agosto, passarono per Nontron, Brantôme, Bourdeilles (presa dopo sette giorni d'assedio), ed arrivarono il giorno 22 davanti a Bergerac, che capitolò il 3 settembre.
Le Chroniques di Froissart ci descrivono come, durante l'assedio di Bergerac da parte di du Guesclin «il signore di Duras, Galhard, venne fatto prigioniero dal maresciallo de Sancerre, e con lui Guillaume-Aramon de Madaillan, signore di Rauzan, Bérard d'Albret di Langoiran e Raymond de Montault di Mussidan». Sainte-Foy e Castillon furono presi il 20, la cittadella di Saint-Macaire cadde l'8 ottobre, Langon lo stesso giorno, e Duras il 27.
Nel luglio 1380 de Sancerre era presente all'assedio della fortezza della baronia di Châteauneuf-de-Randon, posto dal connestabile du Guesclin; morto du Guesclin, de Sancerre avanzò sul bordo del fossato della fortezza assediata ed ordinò al governatore di arrendersi: questi rispose che aveva dato a du Guesclin la propria parola d'onore di arrendersi solo a lui stesso. Allora de Sancerre gli diede la notizia della recente morte del connestabile: «Ebbene - rispose il governatore - porterò le chiavi della città sulla sua tomba».
Il maresciallo de Sancerre avanzò poi in Guienna e mise l'assedio a Montguyon, ad una giornata di marcia da Libourne. Assisté il 4 novembre alla consacrazione di Carlo VI nella Cattedrale di Reims. In seguito alla morte di du Guesclin, ricevette il comando dell'armata di Guienna, nel 1381, per difendere la regione dagli inglesi.
Nello scontro del ponte di Comines, nel 1382, Louis de Sancerre, alla testa di un drappello di cavalieri francesi, attaccò un gran numero di fiamminghi. Con il connestabile de Clisson era al comando dell'avanguardia francese alla battaglia di Roosebeke del 27 novembre 1382, ancora contro i fiamminghi.
Nel 1383, nel corso dei tumulti di Parigi, il maresciallo de Sancerre e il signore di Coucy, dopo che la loro avanguardia ebbe appiccato il fuoco alla porta di Saint-Denis, fecero scardinare tre altre porte della città, tra quella e la porta di Saint-Antoine, affinché le truppe potessero muoversi liberamente dentro e fuori dalla città in ogni momento.
De Sancerre tornò in Guienna per contrastare le incursioni inglesi nel 1383 e 1385. Nel 1384 sottomise Marsiglia ed altre località della Provenza. Fu quindi inviato in Inghilterra (1385).
Nel 1386 fu nominato luogotenente e capitano generale del re (lieutenant et capitaine général du roi) nel Limosino, Marche, Saintonge, Angoulême e Périgord, e in tutta la Guienna sino alla Dordogna. Il 17 maggio dello stesso anno il re gli affidò la guardia dei castelli di Cognac, Merpins e Châteauneuf. Nel 1387 Louis de Sancerre cacciò gli inglesi dal castello di La Rochandry, ed ebbe in feudo la signoria di Charpignon (a Sury-ès-Bois), oltre che le terre di Thou che ne dipendevano.
Poiché alcune bande di briganti avevano eletto a proprio rifugio alcuni castelli della regione di d'Angoulême, de Sancerre fece demolire, nel 1387, i castelli di Jarnac, Bourg-Charente e Merpins.
Fu presente agli assedi di Châteauneuf-sur-Charente, Vibrac e Merpins. Il 18 maggio 1389, Carlo VI levò a Giovanni, duca di Berry la luogotenenza sulla Linguadoca e la affidò a Sancerre; il 10 dicembre 1390 Louis de Sancerre fu nominato governatore della medesima provincia, e lo rimase sino al 1401.

### Connestabile di Francia

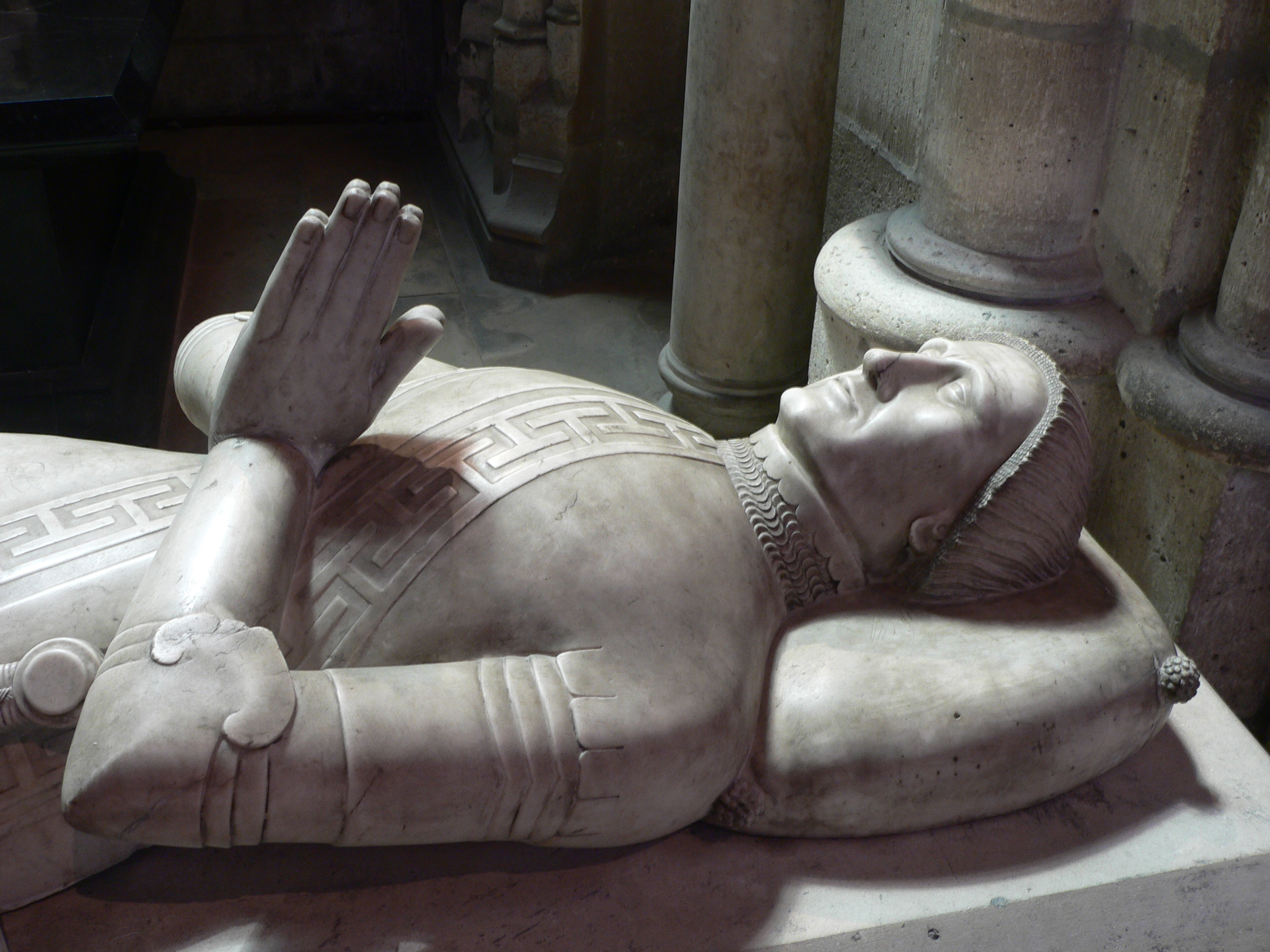
Scultura funeraria di Louis de Sancerre alla basilica di Saint-Denis

Fu creato connestabile di Francia il 26 luglio 1397, alla morte del conte d'Eu, e prestò giuramento al re il 22 luglio; durante l'estate cacciò le Grandi Compagnie dalla Linguadoca, e prestò giuramento per la carica di connestabile l'11 settembre.
L'anno successivo guidò le truppe reali contro il capitano guascone Jean de Grailly, e trattò con lui per fargli abbandonare il partito inglese. A Saverdun, il connestabile de Sancerre sottomise la contea di Foix e gli altri domini all'autorità reale. Il 10 maggio 1399, con il trattato di Tarbes, il conte di Foix abbandonò il partito inglese.
Nel 1401 il connestabile de Sancerre, malato, lasciò il governo della Linguadoca. Fece testamento il 4 febbraio e, al termine di una lunga malattia, morì due giorni dopo. Fu sepolto il 19 successivo nella basilica di Saint-Denis, sul lato sinistro della cappella di San Giovanni Battista, cappella di re Carlo V. I suoi funerali furono solennemente celebrati in presenza dei duchi di Bourgogna e d'Orléans e di un gran numero di baroni.

## Discendenza
Nel corso della vita ebbe due figli, entrambi illegittimi:
- Louis, bastardo de Sancerre, signore di Barleu, La Ferrière, Beroust, ecc.
- Jehannette, bastarda de Sancerre, sposata a Jean de la Teillaye[18], consigliere del re.